# Municipio de Grandview (condado de Hutchinson)
El municipio de Grandview (en inglés: Grandview Township) es un municipio ubicado en el condado de Hutchinson en el estado estadounidense de Dakota del Sur. En el año 2010 tenía una población de 123 habitantes y una densidad poblacional de 1,36 personas por km².

## Geografía
El municipio de Grandview se encuentra ubicado en las coordenadas 43°23′26″N 97°28′16″O / 43.39056, -97.47111. Según la Oficina del Censo de los Estados Unidos, el municipio tiene una superficie total de 90.52 km², de la cual 90,49 km² corresponden a tierra firme y (0,04 %) 0,04 km² es agua.

## Demografía
Según el censo de 2010, había 123 personas residiendo en el municipio de Grandview. La densidad de población era de 1,36 hab./km². De los 123 habitantes, el municipio de Grandview estaba compuesto por el 98,37 % blancos, el 1,63 % eran amerindios. Del total de la población el 0,81 % eran hispanos o latinos de cualquier raza.